# Monte Bolza
Monte Bolza (1904 m s.l.m.) è una montagna del Gran Sasso d'Italia, in provincia dell'Aquila.
Compreso nel territorio del comune di Castel del Monte, confina a est con la parte meridionale dell'altopiano di Campo Imperatore (Fonte Vetica), mentre a sud e a ovest con la Valle del Tirino e l'altopiano di Navelli; sul bordo meridionale è separato dal Monte Capo di Serre dal valico di Capo la Serra, mentre a nord compone una linea di cresta fino alla Cima di Monte di Bolza 1927 m.

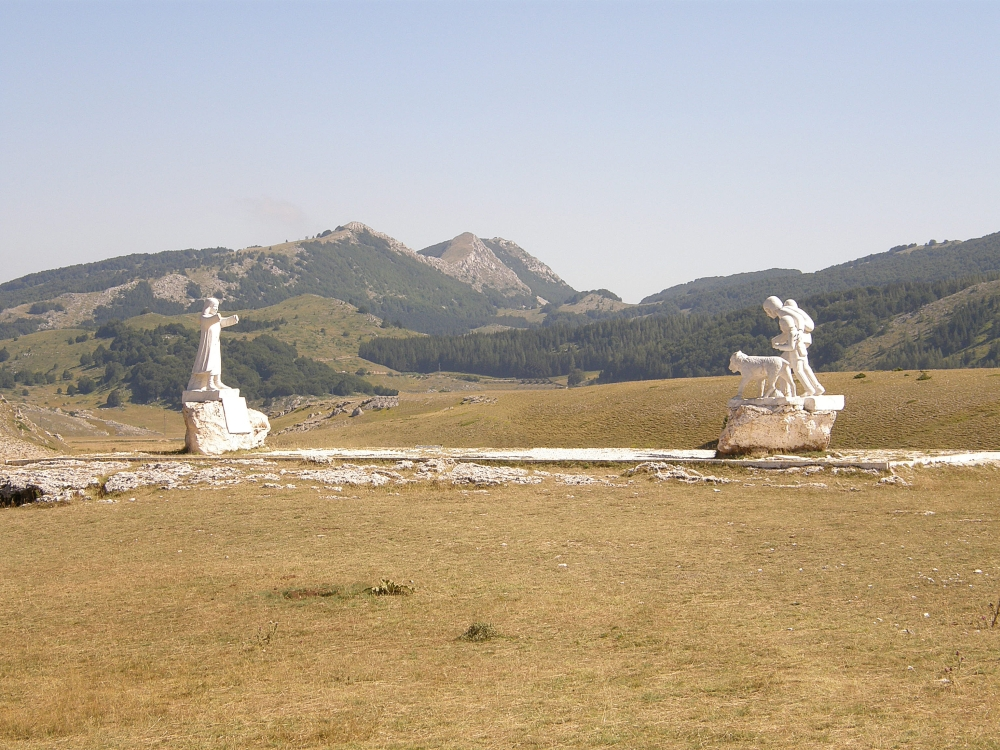
Il Monte visto da Campo Imperatore (Fonte Vetica)